# Lea Couzin
Lea Couzin geboren als Lea Luyckx (Borsbeek, 17 oktober 1934) is een Vlaamse actrice.

## Biografie
In de jaren 1980 werd ze bij het toenmalige jongere publiek vooral bekend omwille van haar rol in de detectivejeugdserie Merlina waar ze Meester Marie-Ann Meerschaut (aka 'Tante Merlina') speelde.
Verder speelde ze gastrollen in De Collega's (Marianne), Langs de Kade (Lisa Hendrickx, een barvrouw), Windkracht 10 (Mevrouw Vandevoorde), Verschoten & Zoon (Gepensioneerde secretaresse), Zone Stad (Eenzame vrouw), Wittekerke (Godelieve), Aspe (overbuurvrouw Henriëtte Dubois) en Code 37 (mevrouw Jooris). In 2009 speelde ze een hoofdrol in de film Meisjes (Magda), naast Marilou Mermans en Lucas Van den Eynde. Een andere rol die ze speelde, was deze van Ma Vertongen in F.C. De Kampioenen. Marie-Paule Vertongen is de moeder van Marc Vertongen, de slungel in de serie. Ook in de film Kampioen zijn blijft plezant keert ze terug. Verder vertolkte ze de rol van "Bomma Biets" in de serie Callboys.
Naast haar naamsbekendheid als jeugdidool Merlina heeft ze carrière gemaakt als zangeres. Reeds in de jaren 1970 was ze actief in het kleinkunst- en cabaretcircuit, waar ze wordt geïntroduceerd door Miel Cools. Op vraag van VTM deed ze in 2018 mee aan The Voice Senior, maar ze raakte niet door de blind auditions.

## Televisie
- De Collega's (1979) - als Marianne
- Merlina (1983-1988) - als Meester Marie-Ann Meerschaut
- Langs de Kade (1988, 1989, 1993) - als Lisa Hendrickx, een barvrouw
- RIP (1992, 1994) - als Annie Tureluren
- De Burgemeesters (1997) - als gemeentesecretaris
- Windkracht 10 (1997) - als mevrouw Vandevoorde
- F.C. De Kampioenen (1997-2010) - als Marie-Paule Vertongen
- Wittekerke (1998) - als Godelieve
- Wittekerke (1999) - als Rosalie
- Pa heeft een lief (2000) - als Tante Evelyne
- Verschoten & Zoon - als gepensioneerde secretaresse
- Zone stad (2005) - (2004) - als Eenzame vrouw
- Aspe - als overbuurvrouw Henriette Dubois
- Code 37 (2012) - als Jooris
- Callboys (2016, 2019) - als Bomma Biets

## Film
- Meisjes (2009) - als Magda
- F.C. De Kampioenen: Kampioen zijn blijft plezant (2013) - als Marie-Paule Vertongen